# Rajd Śląska 2021
5. Rajd Śląska – 5. edycja Rajdu Śląska. To rajd samochodowy, który był rozgrywany od 10 do 11 września 2021 roku. Bazą rajdu było miasto Chorzów. Była to piąta runda rajdowych samochodowych mistrzostw Polski w roku 2021. Rajd miał składać się z dziewięciu odcinków specjalnych, ale przerwano go po czterech. Powodem przerwania rajdu i ostatecznego jego zakończenia był wypadek, który na 4 oesie miała załoga nr 40: Tomasz Pyra i Agnieszka Pyra. Samochód, którym jechali wypadł z trasy i uderzył w ogrodzenie, w wyniku tego uderzenia pilotka zmarła na miejscu. Wyniki po czwartej próbie uznano za końcowe i ostatecznie Rajd Śląska 2021 wygrał Mikołaj Marczyk, który o ponad szesnaście sekund wyprzedził Kacpra Wróblewskiego i blisko dziewiętnaście Grzegorza Grzyba. Z uwagi na krótki dystans, na którym rozegrano rajd przyznano tylko 1/3 obowiązujących punktów.

## Lista zgłoszeń[2]
Poniższa lista spośród 58 zgłoszonych zawodników obejmuje tylko zawodników startujących w najwyższej klasie 2, samochodami grupy R5.
| Nr. | Kierowca            | Pilot                 | Samochód               | Klasa |
| --- | ------------------- | --------------------- | ---------------------- | ----- |
| 1   | Mikołaj Marczyk     | Szymon Gospodarczyk   | Škoda Fabia Rally2 evo | 2     |
| 2   | Tomasz Kasperczyk   | Damian Syty           | Volkswagen Polo GTI R5 | 2     |
| 3   | Grzegorz Grzyb      | Michał Poradzisz      | Škoda Fabia Rally2 evo | 2     |
| 4   | Łukasz Kotarba      | Tomasz Kotarba        | Citroën C3 Rally2      | 2     |
| 6   | Wojciech Chuchała   | Sebastian Rozwadowski | Škoda Fabia Rally2 evo | 2     |
| 7   | Kacper Wróblewski   | Jakub Wróbel          | Škoda Fabia Rally2 evo | 2     |
| 8   | Adrian Chwietczuk   | Jarosław Baran        | Škoda Fabia Rally2 evo | 2     |
| 9   | Sylwester Płachytka | Jacek Nowaczewski     | Škoda Fabia Rally2 evo | 2     |
| 10  | Zbigniew Gabryś     | Krzysztof Janik       | Volkswagen Polo GTI R5 | 2     |
| 11  | Maciej Lubiak       | Grzegorz Dachowski    | Škoda Fabia Rally2 evo | 2     |
| 12  | Łukasz Kabaciński   | Michał Kuśnierz       | Škoda Fabia Rally2 evo | 2     |
| 14  | Jarosław Szeja      | Marcin Szeja          | Hyundai i20 R5         | 2     |
| 15  | Jarosław Kołtun     | Ireneusz Pleskot      | Ford Fiesta Rally2     | 2     |
| 16  | Marek Nowak         | Adam Grzelka          | Škoda Fabia Rally2 evo | 2     |

## Zwycięzcy odcinków specjalnych[3]
| Dzień       | Numer odcinka                        | Nazwa odcinka      | Długość         | Zwycięzca odcinka      | Samochód               | Czas             | Lider rajdu |
| ----------- | ------------------------------------ | ------------------ | --------------- | ---------------------- | ---------------------- | ---------------- | ----------- |
| 10 września |                                      |                    |                 |                        |                        |                  |             |
| OS1         | Kryterium 100-lecia Powstań Śląskich | 1,5 km             | Mikołaj Marczyk | Škoda Fabia Rally2 evo | 1:02,9                 | Mikołaj Marczyk  |             |
| 11 września | OS2                                  | Wyry 1             | 6,05 km         | Jarosław Szeja         | Hyundai i20 R5         | Mikołaj Marczyk  | 3:20,6      |
| 11 września | OS3                                  | Arche 1            | 9,55 km         | Mikołaj Marczyk        | Škoda Fabia Rally2 evo | Mikołaj Marczyk  | 5:56,2      |
| 11 września | OS4                                  | Chybie 1           | 24,02 km        | Mikołaj Marczyk        | Škoda Fabia Rally2 evo | Mikołaj Marczyk  | 13:22,0     |
| 11 września | OS5                                  | Jastrzębie-Zdrój 1 | 12,41 km        | Odcinki odwołane       | Odcinki odwołane       | Odcinki odwołane |             |
| 11 września | OS6                                  | Katowice           | 1,50 km         | Odcinki odwołane       | Odcinki odwołane       | Odcinki odwołane |             |
| 11 września | OS7                                  | Arche 2            | 9,55 km         | Odcinki odwołane       | Odcinki odwołane       | Odcinki odwołane |             |
| 11 września | OS8                                  | Chybie 2           | 24,02 km        | Odcinki odwołane       | Odcinki odwołane       | Odcinki odwołane |             |
| 11 września | OS9                                  | Jastrzębie-Zdrój 2 | 12,41 km        | Odcinki odwołane       | Odcinki odwołane       | Odcinki odwołane |             |

## Wyniki końcowe rajdu[4]
| Miejsce | Kierowca            | Pilot                 | Samochód                | Czas    | Strata  | Grupa    | Punkty |
| ------- | ------------------- | --------------------- | ----------------------- | ------- | ------- | -------- | ------ |
| 1       | Mikołaj Marczyk     | Szymon Gospodarczyk   | Škoda Fabia Rally2 evo  | 23:42,1 | –       | 2        | 10     |
| 2       | Kacper Wróblewski   | Jakub Wróbel          | Škoda Fabia Rally2 evo  | 23:58,9 | +16,8   | 2        | 8      |
| 3       | Grzegorz Grzyb      | Michał Poradzisz      | Škoda Fabia Rally2 evo  | 24:01,0 | +18,9   | 2        | 7      |
| 4       | Jarosław Szeja      | Marcin Szeja          | Hyundai i20 R5          | 24:02,6 | +20,5   | 2        | 6,3    |
| 5       | Wojciech Chuchała   | Sebastian Rozwadowski | Škoda Fabia Rally2 evo  | 24:04,1 | +22,0   | 2        | 5,6    |
| 6       | Sylwester Płachytka | Jacek Nowaczewski     | Škoda Fabia Rally2 evo  | 24:12,7 | +30,6   | 2        | 5      |
| 7       | Maciej Lubiak       | Grzegorz Dachowski    | Škoda Fabia Rally2 evo  | 24:31,8 | +49,7   | 2        | 4,3    |
| 8       | Tomasz Kasperczyk   | Damian Syty           | Volkswagen Polo GTI R5  | 24:34,3 | +52,2   | 2        | 3,6    |
| 9       | Jarosław Kołtun     | Ireneusz Pleskot      | Ford Fiesta Rally2      | 24:39,6 | +57,5   | 2        | 3      |
| 10      | Łukasz Kotarba      | Tomasz Kotarba        | Citroën C3 Rally2       | 24:48,6 | +1:06,5 | 2        | 2,3    |
| 11      | Adrian Chwietczuk   | Jarosław Baran        | Škoda Fabia Rally2 evo  | 24:51,5 | +1:09,4 | 2        | 1,6    |
| 12      | Zbigniew Gabryś     | Krzysztof Janik       | Volkswagen Polo GTI R5  | 24:51,9 | +1:09,8 | 2        | 1,3    |
| 13      | Jacek Sobczak       | Michał Marczewski     | Porsche 997 GT3 Cup 3.6 | 25:06,6 | +1:24,5 | Open 2WD | 1      |
| 14      | Łukasz Kabaciński   | Michał Kuśnierz       | Škoda Fabia Rally2 evo  | 25:30,2 | +1:48,1 | 2        | 0,6    |
| 15      | Łukasz Byśkiniewicz | Zbigniew Cieślar      | Ford Fiesta Rally3      | 25:35,0 | +1:52,9 | 3        | 0,3    |

## Klasyfikacja kierowców RSMP po 5 rundach
Punkty otrzymuje 15 pierwszych zawodników, którzy ukończą rajd według klucza:
| Miejsce | 1  | 2  | 3  | 4  | 5  | 6  | 7  | 8  | 9 | 10 | 11 | 12 | 13 | 14 | 15 |
| Punkty  | 30 | 24 | 21 | 19 | 17 | 15 | 13 | 11 | 9 | 7  | 5  | 4  | 3  | 2  | 1  |

Dodatkowe punkty zawodnicy zdobywają za ostatni odcinek specjalny zwany Power Stage, punktowany: za zwycięstwo – 5, drugie miejsce – 4, trzecie – 3, czwarte – 2 i piąte – 1 punkt.
| Miejsce | 1 | 2 | 3 | 4 | 5 |
| Punkty  | 5 | 4 | 3 | 2 | 1 |

Dodatkowo w rajdach pierwszej kategorii (tzw. rajdach dwuetapowych) – wyróżnionych kursywą, pierwsza piątka w klasyfikacji generalnej każdego etapu zdobywa punkty w takim samy stosunku jak w przypadku punktacji Power Stage. W tabeli uwzględniono miejsce, które zajął zawodnik w poszczególnym rajdzie, a w indeksie górnym umieszczono liczbę punktów uzyskanych na ostatnim dodatkowo punktowanym odcinku specjalnym tzw. Power Stage oraz dodatkowe punkty za wygranie etapów rajdu.
| Poz. | Kierowca            | Żmudzi | Polski | Nadwiślański | Rzeszowski | Śląska | Świdnicki | Koszyc | Suma punktów |
| ---- | ------------------- | ------ | ------ | ------------ | ---------- | ------ | --------- | ------ | ------------ |
| 1    | Mikołaj Marczyk     | 15     | 15+5   | 15           | 24+9       | 1      |           |        | 157          |
| 2    | Wojciech Chuchała   | 31     | 24+4   | 3            | NU3        | 5      |           |        | 86,6         |
| 3    | Tomasz Kasperczyk   | 5      | 52+3   | 24           | 61         | 8      |           |        | 86,6         |
| 4    | Kacper Wróblewski   | 4      | 211+1  | 52           | 43+3       | 2      |           |        | 73           |
| 5    | Adrian Chwietczuk   | 23     | 43+6   | 7            | NU         | 11     |           |        | 69,6         |
| 6    | Grzegorz Grzyb      | 154    | 35+5   | NU           | 32+3       | 3      |           |        | 69           |
| 7    | Sylwester Płachytka | 8      | 9      | 4            | 53         | 6      |           |        | 64           |
| 8    | Erik Cais           |        |        |              | 15+9       |        |           |        | 44           |
| 9    | Łukasz Kotarba      | 7      | 71     | 81           | NU         | 10     |           |        | 40,3         |
| 10   | Maciej Lubiak       | 11     | NU     | 6            | 8          | 7      |           |        | 35,3         |
| 11   | Zbigniew Gabryś     | 9      | 8      | 14           | 9          | 12     |           |        | 32,3         |
| 12   | Łukasz Kabaciński   | 10     | NU     | 9            | 7          | 14     |           |        | 29,6         |
| 13   | Jarosław Szeja      | NU     | 6      | NU           | NU         | 4      |           |        | 21,3         |
| 14   | Łukasz Byśkiniewicz | 16     | 11     | 10           | 10         | 15     |           |        | 19,3         |
| 15   | Jacek Jurecki       | 62     |        | 37           |            |        |           |        | 17           |
| 16   | Radosław Typa       | 22     | 10     | 12           | NU         | 31     |           |        | 11           |
| 17   | Jarosław Kołtun     | NU     | NU     | 13           | 11         | 9      |           |        | 11           |
| 18   | Jakub Brzeziński    | 17     | 12     | 17           | 13         | 19     |           |        | 7            |
| 19   | Jacek Sobczak       |        |        | 11           | 19         | 13     |           |        | 6            |
| 20   | Adam Sroka          | 18     | 15     | NU           | 12         | 20     |           |        | 5            |
| 21   | Marek Nowak         | 12     | 28     |              | NU         | 16     |           |        | 4            |
| 22   | Krzysztof Bubik     | 13     | 16     | 15           | NU         | 21     |           |        | 4            |
| 23   | Kamil Bolek         | 24     | 13     | 24           | 37         | 17     |           |        | 3            |
| 24   | Błażej Gazda        | 23     | 18     | 25           | 14         | 27     |           |        | 2            |
| 25   | Igor Widłak         | NU     | 14     |              |            |        |           |        | 2            |
| 26   | Daniel Chwist       | 14     |        |              |            |        |           |        | 2            |
| 27   | Paweł Hankiewicz    |        |        |              | 15         | 35     |           |        | 1            |
| Poz. | Kierowca            | Żmudzi | Polski | Nadwiślański | Rzeszowski | Śląska | Świdnicki | Koszyc | Suma punktów |

| Kolor     | Opis                   |
| --------- | ---------------------- |
| Złoty     | Zwycięzca              |
| Srebrny   | 2. miejsce             |
| Brązowy   | 3. miejsce             |
| Zielony   | Punktowane miejsce     |
| Niebieski | Ukończył nie punktował |
| Fioletowy | Nie ukończył NU        |
| Czarny    | Wykluczony X           |
| Biały     | Nie wystartował NW     |
| Puste     | Nie brał udziału       |

1. 1 2  Za Rajd Śląska 2021 przyznano tylko 1/3 punktów i odwołano odcinek Power Stage.